# Ліда Кларк
Лідія Марі Кларк-Гестон (нар. 14 квітня 1923, Ту-Ріверс, Вісконсин — пом. 3 вересня 2018, Санта-Моніка, Каліфорнія) — американська фотографка та актриса.

## Життєпис
Закінчила Північно-Західний університет в Еванстоні. Протягом 64 років була в шлюбі з актором Чарлтоном Гестоном. Їхній шлюб, який тривав з 17 березня 1944 року до смерті Гестона 5 квітня 2008 року, був одним із найдовших і найуспішніших в акторському середовищі. 1952 року вона втілила головну роль Марти Аддісон у фільмі «Атомне місто», який через рік отримав номінацію на «Оскар» за найкращий сценарій. 1955 року у них народився єдиний син Фрейзер; режисер, продюсер і актор. Пізніше вони удочерили доньку Холлі (1961 р.н.).
Лідія Кларк мала рак грудей. 1991 року вона пережила мастектомію. 2018 року померла після ускладнень від пневмонії.

## Фільмографія
| Рік       |   | Українська назва         | Оригінальна назва               | Роль                |
| --------- | - | ------------------------ | ------------------------------- | ------------------- |
| 1950—1952 | с | Перша студія             | Studio One                      | різні персонажі     |
| 1952      | ф | Найбільше шоу на Землі   | The Greatest Show on Earth      | циркачка            |
| 1952      | ф | Атомні міста             | The Atomic City                 | Марта Аддісон       |
| 1953      | ф | Поганий один для одного  | Bad for Each Other              | Марта Аддісон       |
| 1953      | с | Телевізійний театр Філко | The Philco Television Playhouse | не вказано в титрах |
| 1958      | ф | Вілл Пенні               | Will Penny                      | місіс Фрейкер       |